# 道徳の進化
道徳の進化（どうとくのしんか、英: Evolution of morality）とは、人類の進化の過程を通じて人間の道徳的行動が出現することを指す。
道徳は、正しい行動と誤った行動についての考え方の体系として定義することができる。日常生活において、道徳は動物の行動よりも人間の行動と一般に結びつけられる傾向がある。新興の分野である進化生物学、特に進化心理学は、人間の社会的行動の複雑さにもかかわらず、人間の道徳の前駆体が他の多くの社会性動物の行動にまで遡ることを主張している。社会生物学的な人間行動の説明は今もなお議論の対象となっている。社会科学者たちは伝統的に道徳を構築物、すなわち文化相対的なものと見なしてきたが、サム・ハリスのような人々は、客観的な道徳の科学が存在すると主張している。

## 動物の社会性
人間が道徳的行動と認識するものを他の動物が持っていないかもしれないが、全ての社会性動物は集団生活が価値あるものになるためにその行動を調整したり抑制しなければならない。行動の調整の典型的な例は、アリ、ハナバチ、シロアリの社会に見ることができる。アリのコロニーは数百万の個体を持つことがある。E. O. ウィルソンは、アリのコロニーの成功に至る最も重要な要素は不妊労働者階級の存在であると主張する。この階級の雌は母である女王アリのニーズに従属し、兄弟や姉妹を育てるために自身の繁殖を諦めている。これらの社会性昆虫の中に不妊階級が存在することは、交尾の競争を大幅に制限し、その過程でコロニー内の協力を促進する。アリ間の協力は極めて重要である。なぜなら、孤独なアリが長期的な生存と繁殖の可能性は極めて低いからである。しかし、一団として、コロニーは数十年にわたって繁栄することができる。その結果、アリは地球上で最も成功した種族の一つであり、その生物量は人間の種族と匹敵する。
社会性動物が集団で生活する基本的な理由は、生存と繁殖の機会が単独生活よりも集団生活の方がずっと良いからである。哺乳類の社会的行動は人間にとってより馴染み深い。高度に社会性のある霊長類や象は、かつては人間だけが持っていると考えられていた共感や利他主義の特性を示すことが知られている。

## 霊長類の社会性
人類の最も近い生きた親戚はチンパンジーとボノボである。これらの霊長類は、400万年から600万年前に生きていた人間との共通祖先を共有している。そのため、チンパンジーとボノボはこの共通祖先に最も近い代理として見られている。バーバラ・キングは、霊長類が人間の感覚でいう道徳を持っていないかもしれないが、道徳の進化に必要だったいくつかの特性を示していると主張している。これらの特性には、高度な知性、象徴的なコミュニケーションの能力、規範の認識、「自己」の認識、継続性の概念が含まれている。
フランス・ドゥ・ヴァールとバーバラ・キングの両者とも、人間の道徳が霊長類の社会性から生じたと考えている。多くの社会性動物、例えば霊長類、イルカ、クジラは、マイケル・シャーマーが「前道徳的感情」と呼ぶものを示すことが証明されている。シャーマーによれば、以下の特性は人間と他の社会性動物、特に大型霊長類に共有されている。
愛着と絆、協力と相互扶助、共感と同情、直接的・間接的互恵性、利他主義と互恵的利他主義、紛争解決と平和創造、欺瞞と欺瞞発見、コミュニティへの関心と他人が自分をどう思うかを気にする、集団の社会ルールの認識とそれへの対応。
シャーマーは、これらの前道徳的感情が霊長類の社会で個々の自己中心性を抑制し、より協調的なグループを形成する手段として進化したと主張する。あらゆる社会性種では、利他的なグループの一部であることの利益は個人主義の利益を上回るはずである。例えば、集団凝集性の欠如は個体を外部からの攻撃により脆弱にする可能性がある。また、グループの一部であることは食物を見つける可能性を改善するかもしれない。これは、大型や危険な獲物を仕留めるために群れで狩りをする動物の中で明らかである。
| 年前の期間     | 社会の種類 | 人数                         |
| -------------- | ---------- | ---------------------------- |
| 6,000,000      | 部族       | 10人以上                     |
| 100,000–10,000 | 部族       | 10人以上100人以下            |
| 10,000–5,000   | 部族社会   | 100人以上1,000人以下         |
| 5,000–4,000    | 首長国     | 1,000人以上10,000人以下      |
| 4,000–3,000    | 国家       | 10,000人以上100,000人以下    |
| 3,000–現在     | 帝国       | 100,000人以上1,000,000人以下 |

全ての社会性動物は、各メンバーが自分の位置を知っている社会を持つ。 社会秩序は期待される行動の特定のルールにより維持され、支配的なグループメンバーは罰によって秩序を強制する。しかし、高次の霊長類もまた互恵性の感覚を持つ。チンパンジーは誰が自分に恩を行い、誰が自分に悪事を働いたかを覚えている。 例えば、チンパンジーは自分を以前にグルーミングした個体と食物を共有することがより確率が高い。吸血コウモリもまた互恵性と利他性の感覚を示す。彼らは嘔吐によって血を分け与えるが、ランダムに分け与えるわけではない。彼らは過去に自分たちと分け与えたコウモリや食事に必死なコウモリと最も可能性が高いと共有する。
チンパンジーや犬といった動物も公正さの理解を示し、同じ行動に対する不平等な報酬が提示されたときに協力を拒む。
チンパンジーは平均50個体の離合集散グループで生活する。人間の早期の祖先も同様の大きさのグループで生活していた可能性がある。現存する狩猟採集社会の規模を基にすると、最近の旧石器時代のホミニッドは数百個体のバンドで生活していたと考えられる。人間の進化の過程でコミュニティの規模が大きくなるにつれて、グループの結束を達成するためのより大きな強制が必要になったであろう。道徳は100から200人のバンドの中で社会的制御、紛争解決、そしてグループの連帯の手段として進化した可能性がある。この数的制限は、現代の人間でも100–200人以上と安定した社会的関係を維持することが困難であることから、私たちの遺伝子に固定されているという理論が存在する。デ・ワール博士によると、人間の道徳には他の霊長類の社会には見られない2つの追加の洗練度がある。人間は社会の道徳規範を報酬、罰、そして評判作りによってはるかに厳格に強制する。また、人間は動物界では見られない程度の判断力と理性を適用する。

## 個々の利他的行為に対する嫌悪が生じる適応の谷
一部の進化生物学者やゲーム理論家は、道徳の漸進的な進化モデルが、当初は利己主義と残忍さが支配していた集団での利他主義の漸進的な進化を必要とすると主張している。そういった状況下では、利己主義者で残忍な個体から時折観察される利他行動が、一貫した残忍さよりも悪いと感じるような感情が存在した場合、道徳の進化の初期段階がそのような感情によって選択肢から除外され、道徳を持つ個体が道徳を持たない個体よりも悪く扱われる状況が生じてしまう。それにより、低度の道徳が適応の谷となり、道徳が全くない状態からの初期の一歩を防ぐことになり、さらに進化した道徳の段階への初期の必要条件を阻止する。これらの科学者は、稀に共感的な個体からの少量の共感を精神病質的なマキャベリズムと見なす特定のタイプの道徳の進化説を否定する一方で、少量の利他行動を全くない利他行動よりも良いと受け入れる他のタイプの道徳の進化を否定しないと主張している。

## 罰の問題
グループが特定の行動を避けることで利益を得る場合でも、有害な行動は加害者がそれを認識しているかどうかにかかわらず、同じ効果を持つ。個々の生物が多くの行動を行うことで自身の繁殖成功を増加させることができるため、無罪を意味する特性は進化により積極的に選択される。具体的には、ルール違反を自覚している個体を特定して罰することは、それを自覚する能力に対して選択される。これにより、意識的な選択とそれが道徳的及び刑事責任の基礎であるとの認識の両方が共進化することが阻止される。

## 人間の社会的知能
社会脳仮説（ダンバー数）は、ロビン・ダンバーが「社会脳仮説と社会進化に対するその含意」の論文で詳述しており、脳はもともと事実の情報を処理するために進化したという事実を支持している。脳は個体がパターンを認識し、言葉を理解し、食物を探すなどの生態学的な問題を回避する戦略を練ることを可能にし、さらに色覚の現象を許容する。さらに、大きな脳を持つことは、複雑な社会システムの大きな認知的要求を反映している。ヒトや霊長類では、新皮質が推論と意識を担当していると言われている。したがって、社会的な動物では、新皮質が社会的認知能力を向上させるために、サイズを増やすための激しい選択にさらされることになった。社会的な動物、例えば人間は、連合形成（つまり、群れでの生活）と戦術的欺瞞（他者に偽の情報を提示する戦術）という二つの重要な概念を理解することができる。動物の社会的スキルの基本的な重要性は、関係を管理する能力、そしてその結果として情報を記憶に留めるだけでなく、それを操作する能力にある。社会的な相互作用と生活の挑戦に対する適応的な反応は、心の理論である。マーチン・ブリュネによると、心の理論とは、他者の精神的状態や感情を推測する能力を指す。強い心の理論を持つことは、高度な社会的知能を持つことと密接に関連している。全体として、群れでの生活は協力を必要とし、そして対立を生み出す。社会的生活は、群れでの生活が利点を持つという事実により、社会的知能を獲得するための強い進化的選択圧をかける。群れでの生活の利点には、捕食者からの保護や、一般的に群れが個々の性能の合計を上回るという事実が含まれる。しかし、客観的な視点から見れば、群れでの生活には欠点もあり、たとえば、資源や配偶者のためのグループ内の競争などである。これは、種内からの進化的な武装競走の舞台を設定するものである。
社会性動物の個体群内では、一個体にとっては不利で他の群れのメンバーに利益をもたらす行動、すなわち利他主義が進化した。この考え方は進化論的思考と矛盾するように見える。なぜなら、生物の適応度や成功は、次の世代に遺伝子を引き継ぐ能力によって定義されるからである。E. フェアによれば、「人間の利他主義の本質」という記事において、血縁選択と包括適応度が考慮された場合、利他主義の進化は説明可能であると述べている。つまり、繁殖成功は個体が生み出す子孫の数だけでなく、関連する個体が生み出す子孫の数にも依存している。家族関係以外でも利他主義は見られるが、それは通常囚人のジレンマによって定義され、ジョン・ナッシュによって理論化されている。囚人のジレンマは、報酬に駆り立てられた個体との協力と裏切りを定義するために役立つ。ナッシュの提案したケースでは、それは刑務所での年数である。進化論的な観点から見ると、囚人のジレンマに対する最善の戦略は「目には目を」である。この戦略では、個体は他者が協力している限り協力し、他者が裏切った時点で初めて裏切るべきである。複雑な社会的相互作用の中核部分は、真実の協力と裏切りを見極める必要性によって推進されている。
ブリューネは、心の理論が霊長類まで遡ることを詳述しているが、現代の人間のそれほどの範囲では観察されていない。この独特な特性の出現は、おそらく私たちが言語を獲得するとともに、現代の人間の分岐が始まる地点である。人間は比喩を使い、言葉によって多くのことを暗示する。「You know what I mean?」といったフレーズは珍しくなく、これらは人間の心の理論の洗練度の直接的な結果である。他者の意図と感情を理解できないと、不適切な社会的反応を引き起こし、自閉症、統合失調症、双極性障害、ある種の認知症、精神病質などの人間の精神状態としばしば関連付けられる。これは特に自閉症スペクトラム障害に当てはまり、社会的な切断が明らかである一方、非社会的な知性は保持されることもあるし、例えばサヴァンのように、場合によっては増強することもある。心の理論を取り巻く社会的知性の必要性は、なぜ道徳が人間の行動の一部として進化したのかという問いへの可能な回答である。

## 宗教の進化
心理学者マット・J・ロッサノは、宗教は道徳性の後に生まれ、超自然的なエージェントを含む個々の行動の社会的な精査を拡大することにより、道徳性を基に構築したと推測する。常に警戒心を持つ祖先、霊、神々を社会的な領域に取り入れることにより、人間は自己中心的な行動を抑制し、より協力的な集団を構築する効果的な戦略を発見した。宗教の適応価値は、集団の生存を向上させたであろう。

## ウェイソン選択課題
被験者が抽象的で複雑な推理を示さなければならない実験では、研究者は人間が（他の動物でも見られるように）社会的交換について推理する強い先天的能力を持っていることを発見した。この能力は直感的であると信じられている、なぜなら論理的なルールは個人が道徳的なニュアンスのない状況で使用するために利用可能であるとは思われないからである。

## 感情
基本的な感情の一つである嫌悪は、特定の形の道徳において重要な役割を持つかもしれない。嫌悪感は、進化の観点から危険または望ましくない特定の物事や行動に対する特異な反応であるとされている。一例として、腐敗した食品、死体、他の形態の微生物による分解、病気や衛生状態が悪いことを示唆する物理的な外観、糞、嘔吐、痰、血液などの体液など、感染病のリスクを増加させるものがある。もう一つの例として、近親相姦（近親相姦のタブー）や望ましくない性的な進行に対する嫌悪感がある。さらに、グループの結束や協力を脅かす可能性のある行動、例えば、不正行為、嘘、盗みなどに対する嫌悪感もある。MRIの研究では、そのような状況が脳の嫌悪感と関連する領域を活性化させることがわかった。